# Il mondo al contrario
ll mondo al contrario è un libro scritto dal generale italiano Roberto Vannacci, pubblicato nel 2023. 
L'opera, auto-edita, è divenuta un caso editoriale in Italia, scalando rapidamente le classifiche di vendita di Amazon e raggiungendo la prima posizione.

## Contenuto
Il libro affronta una serie di tematiche controverse e socialmente rilevanti, suddivise in capitoli che esplorano vari aspetti della società contemporanea:
1. Società e normalità: Vannacci sostiene che la società moderna stia invertendo i valori tradizionali, con le minoranze che influenzano negativamente la percezione della normalità da parte della maggioranza. Propone un ritorno al "buonsenso" basato su valori tradizionali.
2. Ambientalismo: Pur riconoscendo l'esistenza del cambiamento climatico di origine antropica, Vannacci critica le politiche ecologiche radicali e sostiene un approccio graduale alla transizione energetica, che a suo avviso dovrebbe includere anche il nucleare e gli organismi geneticamente modificati.
3. Animalismo: L'autore critica l'enfasi posta sugli animali rispetto agli esseri umani e si oppone all'antropomorfizzazione degli animali da compagnia, chiedendo di dare priorità alle esigenze umane.
4. Immigrazione: Vannacci esprime preoccupazione per il multiculturalismo, considerandolo una minaccia per la coesione sociale, e promuove l'assimilazione culturale per gli immigrati in Italia.
5. Legittima difesa: Propone che la valutazione della legittima difesa in Italia dovrebbe considerare la percezione soggettiva del pericolo, e non solo la situazione oggettiva.
6. Patriottismo: L'autore chiede un ritorno ai simboli patriottici italiani e propone requisiti più stringenti per l'acquisizione della cittadinanza, basati sulla conoscenza della cultura e della storia nazionale.
7. Genere: Il capitolo sull'omosessualità e il transgenderismo è particolarmente controverso. Vannacci sostiene la legalità delle pratiche omosessuali, ma si oppone all'idea che esse rappresentino una forma di normalità, criticando le lobby che promuovono tali tematiche.[1][2]

## Controversie
La pubblicazione del libro ha suscitato numerose polemiche a causa dei contenuti ritenuti offensivi e discriminatori. Il generale Vannacci ha espresso opinioni controverse su vari gruppi sociali, tra cui omosessuali, immigrati, femministe e ambientalisti. In particolare, frasi come «Cari omosessuali, normali non siete» e commenti sulla pallavolista Paola Egonu («Anche se è italiana di cittadinanza, è evidente che i suoi tratti somatici non rappresentano l’italianità…») hanno attirato critiche diffuse. A tal proposito la stessa Egonu ha querelato il generale; tuttavia, il tribunale di Lucca ha fatto cadere l'accusa di diffamazione, conseguente alla querela, definendo le parole del militare inopportune e improprie, ma non rappresentative di alcuna evidenza di reato.
Il ministro della difesa Guido Crosetto ha definito le affermazioni di Vannacci "farneticazioni" e ha avviato un esame disciplinare nei suoi confronti. A seguito delle polemiche, Vannacci è stato rimosso dal suo incarico di comandante dell'Istituto Geografico Militare di Firenze. Inoltre, il Ministero della difesa ha sospeso il generale per undici mesi, citando una carenza del senso di responsabilità, una lesione al principio di neutralità/terzietà della forza armata, e una compromissione del prestigio e la reputazione dell'esercito.
Per alcune frasi contenute nel suo libro Vannacci è stato anche indagato dalla Procura di Roma per istigazione all'odio razziale. Successivamente la stessa procura ne ha richiesto l'archiviazione; tuttavia, il giudice per indagini preliminari del tribunale militare di Roma ha poi respinto tale richiesta.

## Caso editoriale
L'opera ha rapidamente raggiunto un notevole successo commerciale, vendendo oltre 93.700 copie entro pochi mesi dalla pubblicazione. Questo risultato è particolarmente significativo considerando che il libro è stato auto-pubblicato tramite la piattaforma Kindle Direct Publishing di Amazon, che riconosce agli autori una percentuale di royalties molto più alta rispetto ai contratti editoriali tradizionali. Il successo editoriale del libro è stato amplificato dall'ampia attenzione mediatica e dalle discussioni online. Amazon ha confermato che il libro è stato pubblicato secondo le linee guida standard di Kindle Direct Publishing, senza contratti speciali. Grazie alle alte royalties offerte da Amazon, Vannacci ha guadagnato una somma stimata superiore a 500.000 euro, un importo significativamente più alto rispetto ai guadagni tipici degli autori pubblicati da case editrici tradizionali.
Il mondo al contrario è stato uno dei libri più venduti in Italia, posizionandosi al quinto posto nella classifica annuale dei bestseller, stilata dall'Associazione Italiana Editori per l'anno 2023. Il libro è stato poi ripubblicato in seconda edizione nel corso del 2023 dalla casa editrice riminese Il Cerchio, con una prefazione di Francesco Borgonovo. L'edizione in classifica è quella che fa riferimento alla self-publishing.